# Dagwood sándwich

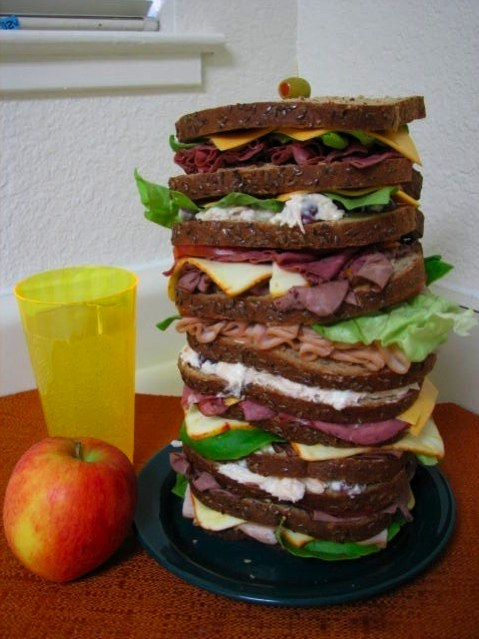
Un Dagwood sandwich.

Un Sándwich Dagwood  es un sándwich grueso de varias capas que está compuesto de una gran variedad de carnes, quesos y condimentos. Fue llamado así por "Dagwood Bumstead", un personaje central de la tira cómica Blondie, quien con frecuencia hacía sándwiches enormes.
Aunque el contenido de esos sándwiches en aquella historieta permanecen indefinidos, tal sándwich parece llevar cantidades grandes y variedades de fiambres, queso cortado, y rebanadas adicionales de pan. Una aceituna perforada por un mondadientes o pincho de madera por lo general corona esta superestructura comestible.
La expresión en inglés "Dagwood sandwich" ha sido Incluida en el Webster's New World Dictionary, y "Dagwood" (refiriéndose al sándwich) ha sido incluido en el American Heritage Dictionary.